# Euselasia eupatra
Euselasia eupatra is een vlindersoort uit de familie van de prachtvlinders (Riodinidae), onderfamilie Euselasiinae.
Euselasia eupatra werd in 1916 beschreven door Seitz.